# Kastrup
 For alternative betydninger, se Kastrup (flertydig). (Se også artikler, som begynder med Kastrup)
Kastrup er en bydel i Storkøbenhavn, beliggende i Tårnby Kommune på Amager. Kommunen har 43.915 indbyggere  (2024).
Mod syd slutter Kastrup med lufthavnen, mens den mod nord grænser op til Sundbyerne og mod vest til Tårnby.
Kastrup er kendt for at lægge areal til Københavns Lufthavn og som landfæste for Øresundsbroen.
Kastrup Station blev (gen)indviet som del af Metroens 3. etape. I Kastrup ligger også jernbanestationen Københavns Lufthavn, Kastrup Station.
Navnet Kastrup er afledt af drengenavnet Karl, der var meget udbredt som personnavn i ældre dansk. 

## Ting & steder i byen
- Kastrup Strandpark
- Den Blå Planet
- Scanport, Bryggergården
- Svømmehal, skøjtehal, curlinghal, atletikstadion og fodboldbaner
- Kastrup Kirke
- Skottegårdens Butikscenter, Danmarks første fra 1955

## Berømte bysbørn
- Gert Petersen MF og formand for Socialistisk Folkeparti (1927-2009)
- Bent Bertramsen – journalist (1941-1997)
- Bjørn Fjæstad – musiker/komponist/sanger (1961)
- Kasper Elbjørn – medstifter af CEPOS og informationschef i Carlsberg (1973)
- Peter Hummelgaard Thomsen - MF og minister Socialdemokratiet (1983)